# Guayota
Guayota (w języku wyspiarzy Amazigh, Wa - yewta "Niszczyciel") – w mitologii Guanczów, rdzennych mieszkańców Teneryfy (Wyspy Kanaryjskie, Hiszpania), był głównym bóstwem zła, diabłem i odwiecznym przeciwnikiem Achamána (najwyższego boga w panteonie Guanczów). Guayota przedstawiany był jako czarny pies (symbol zła) w towarzystwie demonów, również w postaci czarnych psów, zwanych Tibicenas.
Dla Guanczów Guayota zamieszkiwał wulkany, ale głównie wulkan Echeide (hiszp.. El Teide), który uznawany był jako jedne z wrót prowadzących do piekła. Określenie "Guayota" może pochodzić od Wa - yewta („Nieszczyciel”), którego bezpośrednio utożsamiano  z aktywnością wulkaniczną.

## Mitologia
Według legendy Guayota porwał boga Magec (bóg światła i słońca) i uwięził go wewnątrz wulkanu Teide, pogrążając świat w ciemności. Guanczowie poprosili o łaskę swojego najwyższego boga Achamána, który po zaciętej walce pokonał Guayotę i uwolnił Mageca z wnętrza Teide. Od tego czasu Guayota pozostaje zamknięty w wulkanie i aby się z niego nie wydostał,  Achamán zatkał wyjście korkiem, o nazwie Bochenek Chleba (białawy stożek, wieńczący Teide). W wielu tunelach wulkanicznych znaleziono pozostałości po ofiarach składanych Guayocie, aby uspokoić gniew diabła.
Legenda Guayoty wykazuje podobne cechy do innych mitów o złych bóstwach zamieszkujących wulkany, tak jak w przypadku hawajskiej bogini Pele, która mieszkała w wulkanie Kīlauea i została uznana przez rodzimych Hawajczyków za odpowiedzialną erupcji wulkanu.